# Ryszard Mirowski
Ryszard Mirowski (ur. 1943 w Radomiu) – polski plastyk i konserwator dzieł sztuki.

## Życiorys
Studia w Uniwersytecie Mikołaja Kopernika w Toruniu. Wydział Sztuk Pięknych, Instytut Zabytkoznawstwa i Konserwatorstwa. Dyplom - 1972 r. Zajmuje się konserwacją dzieł sztuki, obiektów zabytkowych i detali architektonicznych wykonanych z kamienia oraz medalierstwa.
Praca zawodowa w PP Pracownie Konserwacji Zabytków w Toruniu - Laboratorium Naukowo-Badawcze Konserwacji Kamienia. Rzeczoznawca Ogólnopolskiej Rady Konserwatorów Dzieł Sztuki Związku Polskich Artystów Plastyków oraz Ministra Kultury i Sztuki w specjalności: konserwacja rzeźby kamiennej i elementów architektonicznych w latach 1993–2004.
Od 1992 jest pracownikiem Instytutu Zabytkoznawstwa i Konserwatorstwa UMK w Toruniu w Zakładzie Technologii i Technik Malarskich.

## Udział w pracach badawczych - publikacje: (ważniejsze)
- Właściwości wapienia pińczowskiego wzmocnionego met. Stabilnej krzemionki (Ochrona Zabytków 3-4,1981. Str. 172-180)
- Technologia sztucznych kamieni wapiennych i piaskowcowych (Rocznik Przedsiębiorstwa Państwowego PKZ. 1984 r. Zeszyt 1. Str. 76-80)
- Nowa metoda nasycania kamiennych obiektów zabytkowych (Ochrona Zabytków 3, 1990. Str. 146-149)
- Przegląd konserwowanych obiektów kamiennych. Biuletyn Informacyjny Konserwatorów Dzieł Sztuki vol 3 No 3,4 (10-11) str. 10-14. Łódź 1992
- Badania nad odsalaniem kamiennych obiektów zabytkowych (ACTA UMK ZiK XXIV 1994. Str. 59-81)
- Opracowanie i opatentowanie nieniszczącej metody badania niektórych właściwości kapilarnych materiałów porowatych. Patent nr 125504

## Udział (w zespole) w realizacjach konserwatorskich: (wybór)
- Dwa portale w Trzebnicy 1982-83.
- Portal główny katedry w Oliwie 1983-85.
- Ołtarz kamienny w kolegiacie w Pułtusku 1985.
- Przy konserwacji kamieniarki Ratusza na Rynku we Wrocławiu 1985-87.
- Przy konserwacji portalu w Katedrze w Luxemburgu.
- Przy konserwacji malowideł w Srebrnej Pagodzie w Phnom Penh w Kambodży
- W kościele św. Jana w Tartu w Estonii.

## Udział w ważniejszych zbiorowych wystawach medalierstwa
- Przeciw wojnie. Majdanek 1987 r.
- Medalierstwo polskie w Getyndze. 1988 r.
- Tumult Toruński. 1989 r.
- Drogi do zwycięstwa III. Warszawa 1990 r.
- Tendencje i Twórcy .Toruń 1991 r.
- Medalierstwo polskie lat osiemdziesiątych. Wrocław-Legnica-Kraków 1991-92.
- XII Biennale Internazionale Dantesca. Rawenna 1998 r.
- Dante w sztuce polskiej.Warszawa-Rzym 1998 r.
- Dekada 1989-99 od Tumultu po Arsenał. Toruń 1999 r.
- Dzieło Roku - Toruń 2000 r.
- Wystawa konserwatorska "Zachować przeszłość" Toruń 2001 r.
- Dante europeo - XIV Biennale Internazionale Dantesca. Rawenna 2003 r.
- Indywidualna wystawa medali oraz tablic pamiątkowych - Książnica Kopernikańska w Toruniu. 2008 r.

## Wykaz publikowanych informacji
- Skrypt dla studentów: Profilaktyczna konserwacja kamiennych obiektów zabytkowych. Toruń 1993 r. Rozdział: 5.9.1.1 Badania za pomocą rurki pomiarowej. Str. 104-105. Opis, rysunek i foto.
- Audycja w lokalnej telewizji toruńskiej z cyklu „Zielone oczy” z udziałem Ryszarda Mirowskiego. Red. Maria Choduń. Zdjęcia Remigiusz Sokalski. Wyemitowana 11.01.2006 r.
- Udział w programie telewizji lokalnej toruńskiej z cyklu „Pomniki toruńskie” na temat tablicy w miejscu gdzie była Synagoga. Red. Maria Choduń. Zdjęcia Remigiusz Sokalski. Wyemitowana 31. 01. 2007 r.
- Udział w programie lokalnej telewizji toruńskiej z cyklu „Pomniki toruńskie” na temat tablicy upamiętniającej powstanie w Toruniu w 1875 r. pierwszego na Pomorzu polskiego stowarzyszenia naukowego. Autorzy programu jak wyżej. Wyemitowana 16.12.2006 r.
- Urząd Patentowy PRL. Opis patentowy nr 125504. Przyrząd do oznaczania właściwości kapilarnych materiałów porowatych.
- Wydawnictwo: Expert-Center fur Denkmalpflege. Jahresbericht 2004. Artykuł Adam Krzyska: Messung der kapillaren Flussigkeitsaufname von Baustoffen am Obiekt (Mirowski-Mesungen) Str. 22- 23. Tekst, rysunek, foto.
- Jacek Kiełpiński. NOWOŚCI. 12.05.2004 r. Str. 7. Artykuł w związku z wykonaniem trzech tablic pamiątkowych na fasadzie hotelu Trzy Korony na Starym Rynku 21 w Toruniu. Tekst i foto.
- Biuletyn Numizmatyczny 2005:4 (340) Tytuł: Odsłonięcie pamiątkowej tablicy poświęconej mennicy toruńskiej. Str. 317 tekst i foto.
- Krzysztof Kalinowski. NOWOŚCI. 4.07.2005 r. Artykuł z okazji odsłonięcia tablicy pamiątkowej Jana Gotfryda Roesnera przy ulicy Chełmińskiej 28 w Toruniu. Tekst i foto.
- Subiektywny przewodnik po kolekcjach – wydawnictwo z okazji otwarcia Centrum Sztuki Współczesnej w Toruniu w 2008 r. Wzmianka: Ryszard Mirowski – tekst i fotografie. Str. 124-127
- Antoni Ziółkiewicz. TORUŃSKIE POMNIKI. Toruń 2009 r. Wydanie drugie. Wzmianki na stronach: 7,72,73,73, 90, 92, 97, 103, 105, 107, 113, 115,119 i fotografie.